# Bray (County Wicklow)
Bray (irisch Bré, Aussprache [bʲɾʲeː], deutsch: Abhang, Böschung, Hügel) ist ein Badeort im irischen County Wicklow. Bray liegt gut zwanzig Kilometer südlich von Dublin.

## Geografie

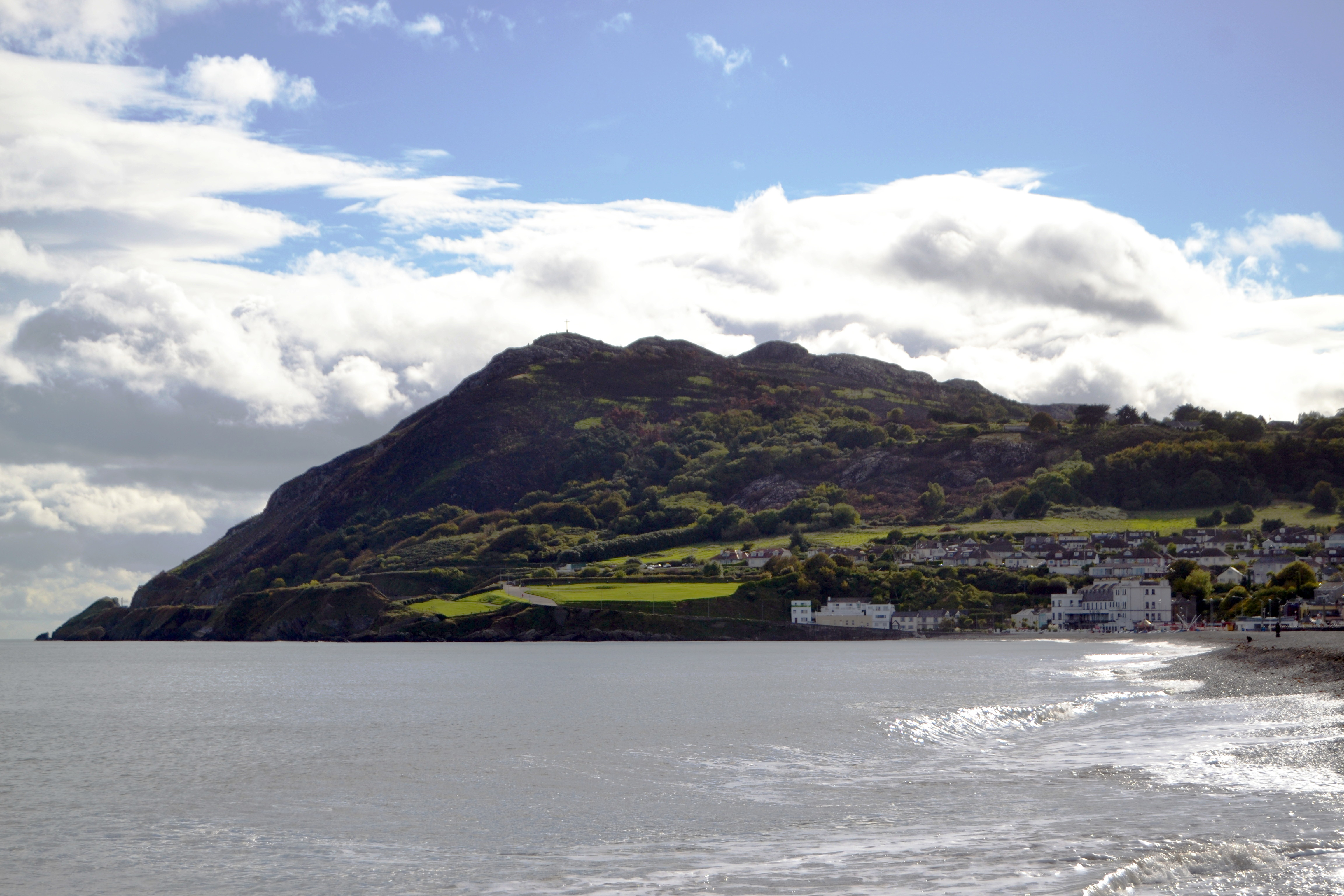
Bucht von Bray mit Bray Head im Hintergrund

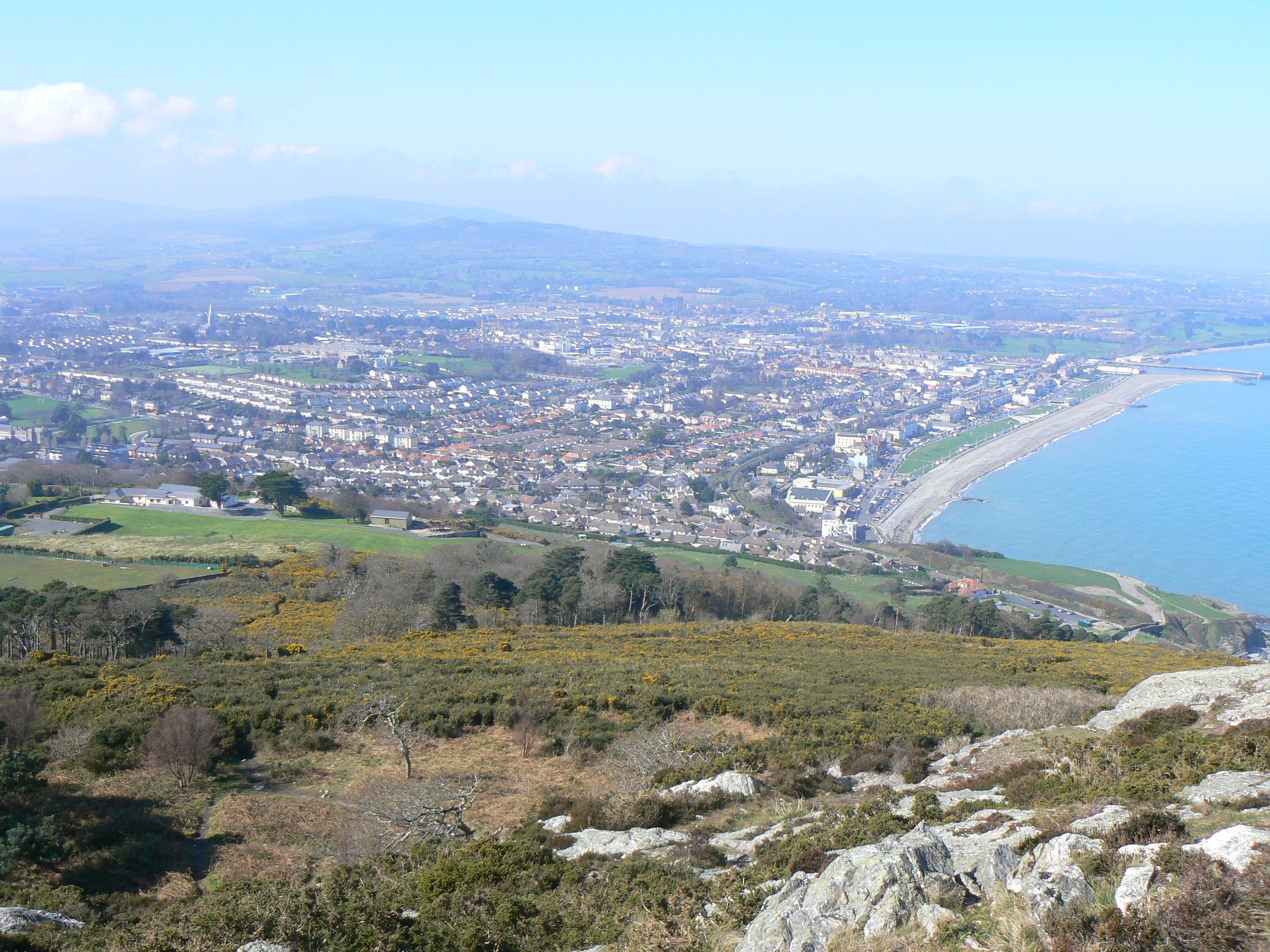
Bray vom Bray Head aus

Bray ist die größte Stadt im County Wicklow mit 33.512 Einwohnern (2022). Der Fluss Dargle mündet hier ins Meer.
Die Nachbarstädte sind Dalkey und Shankill im County Dún Laoghaire-Rathdown (früher County Dublin) im Norden, Greystones im County Wicklow im Süden, und im Westen Enniskerry am Fuß der Wicklow Mountains. Die höchsten Punkte der Gegend sind der Great Sugar Loaf mit 501 m, der Little Sugar Loaf mit 342 m und der Bray Head mit 241 m.

## Geschichte
Die frühesten Spuren von Siedlungen in Bray stammen aus der Bronzezeit (2.300 bis 600 v. Chr.) . Es gibt Hinweise auf Römer in Bray, möglicherweise aus Britannien, um das erste Jahrhundert vor Christus.
Das nahegelegene Granitkreuz St Valery’s Cross stammt aus keltischer Zeit.
Im altirischen Mythos Táin Bó Froích („Das Wegtreiben der Rinder Froechs“) spielt Bré (das „Schwarzwasser“ des Dublinn Fraích) eine Rolle beim Versuch des Königs Ailill mac Máta von Connacht, den ungeliebten Schwiegersohn Froech umzubringen.
Die Geschichte von Bray ist seit der normannischen Zeit gut dokumentiert, als die Ländereien von Strongbow (Richard de Clare, Second Earl of Pembroke) im Namen der Krone um 1171 an Sir Walter de Riddlesford vergeben wurden. Die Stadt entwickelte sich um das von de Riddlesford gegründete Gut, das aus einem Schloss, einer Kirche und einer Mühle bestand. Die Geschichte der Stadt ist auch mit der Geschichte der Brabazon-Familie von Killruddery verwoben. Edward Baron Ardee erhielt Killruddery 1619 von James I.
Die Entwicklung der Stadt ist jedoch weitgehend William Dargan zu verdanken, einem Eisenbahnunternehmer im 19. Jahrhundert. Dank der Ankunft der Eisenbahn im Jahr 1834 entwickelte sich die geschäftige Stadt zu einem beliebten Badeort und wurde als das „Brighton Irlands“ bekannt.

## Attraktionen
- Bray Head
- National Sealife Centre
- Scenic Cliff Walk
- Old Courthouse (1841)
- Victorian Seafront and Bray Harbour (1891)
- St. Paul’s Church (1609)
- Bray Town Hall (1881)

## Sonstiges
Weiter im Landesinneren in der Nähe von Bray und Shankill stehen die Überreste einer alten Bleischmelze, Überbleibsel der Bleibergwerke in Ballycorus.
In Bray befinden sich auch die Ardmore-Studios, die größten Filmstudios in Irland.
Am östlichen Fuß des Bray Head liegt der erste in Europa versteckte Geocache „Europe’s First“.

## Städtepartnerschaften
Bray ist Partnerstadt von
- Würzburg, Deutschland (seit 1. November 1999)
- Bègles im Département Gironde, Frankreich
- Dublin in Kalifornien, Vereinigte Staaten

## Persönlichkeiten

### In Bray geboren
- Charles Barrington (1834–1901), Kaufmann und Bergsteiger
- Joshua Pim (1869–1942), Tennisspieler
- Clare Marsh (1875–1923), Malerin
- Cearbhall Ó Dálaigh (1911–1978), Richter und 5. Präsident von Irland
- John Mackey (1918–2014), neuseeländischer römisch-katholischer Bischof
- Marie Baker (* 1954), Richterin
- Joe Behan (* 1959), Politiker
- Dara Ó Briain (* 1972), Stand-up-Komiker und Fernsehmoderator
- John Brady (* 1973), Politiker
- Eva Birthistle (* 1974), Schauspielerin
- Melanie Clark Pullen (1975–2022), Schauspielerin
- Fergal Devitt (* 1981), Profiwrestler Finn Bálor
- Katie Taylor (* 1986), Boxerin und Fußballspielerin
- Darren Randolph (* 1987), Fußballspieler
- Jordan Devlin (* 1990), Profiwrestler
- Hozier (* 1990), Folkrockmusiker

### Mit Bezug zu Bray
- Die Sängerin Sinéad O’Connor lebte 15 Jahre lang in Bray. Ihre Begräbnisfeier fand dort am 8. August 2023 statt,[7] bestattet wurde sie auf dem Deansgrange Cemetery.[8]
- In Bray lebt die mit dem Booker Prize ausgezeichnete Autorin Anne Enright.[9]